# 世纪大桥 (海口)
20°03′6.5″N 110°18′56″E / 20.051806°N 110.31556°E

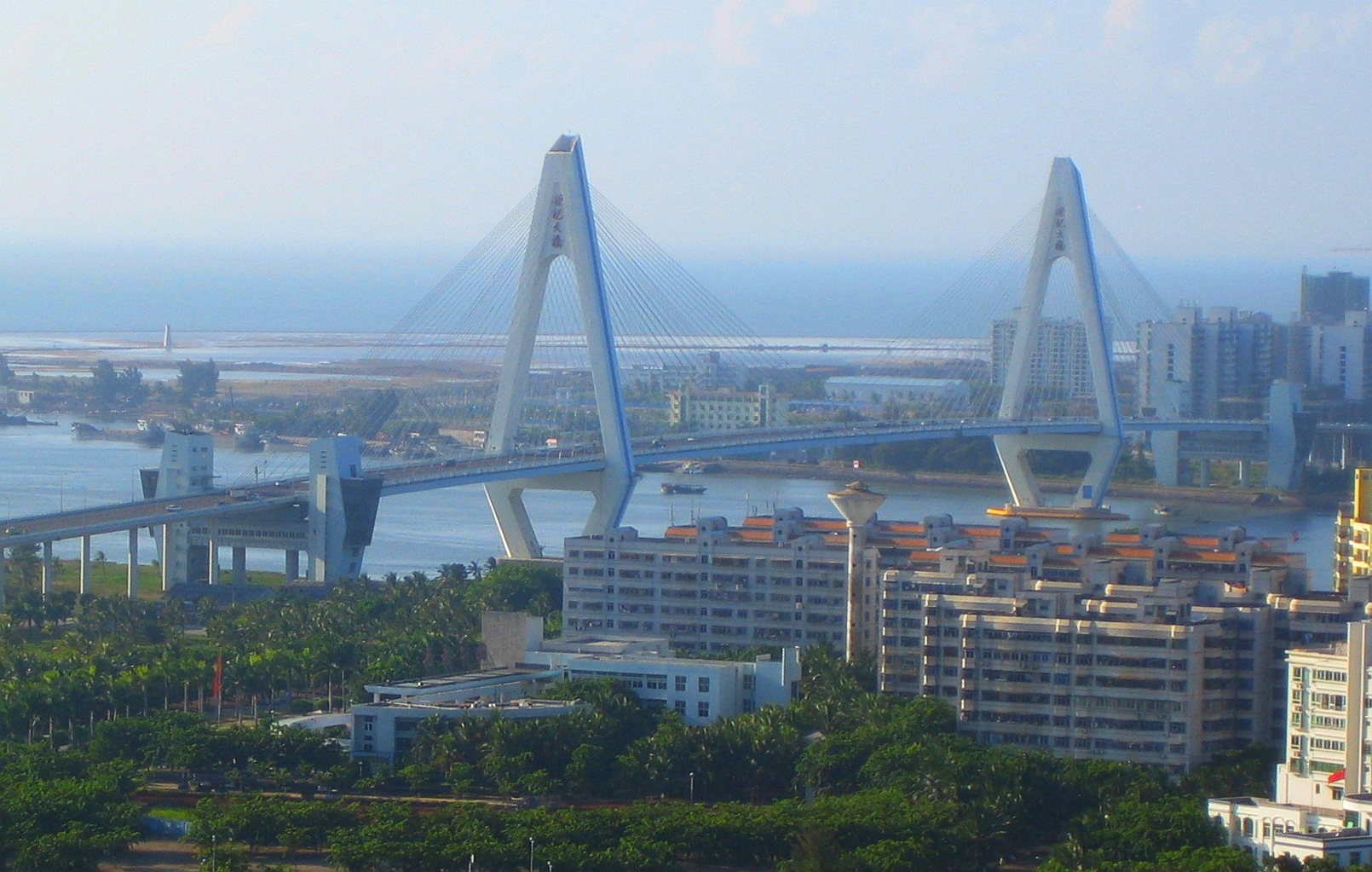
海口世纪大桥，摄于2009年9月7日

世纪大桥是连接海南岛本岛和海口市海甸岛的一座跨海桥梁，于1998年5月29日开工，2003年8月1日正式通车，建设共历时5年零3个月，因为建设周期跨越了千禧年，从20世纪来到21世纪，所以命名为世纪大桥。
该项目总投资6.67亿元人民币。
位于海口市万绿园旁，连通秀英区龙昆北路以及美兰区海甸五西路，全长2663.606米，其中主桥长636.60米。主桥为双塔双索面三跨连续预应力混凝土边主梁斜拉桥，桥面宽29.8米，两侧设人行道。